# ヴェリーキエ・ルーキ

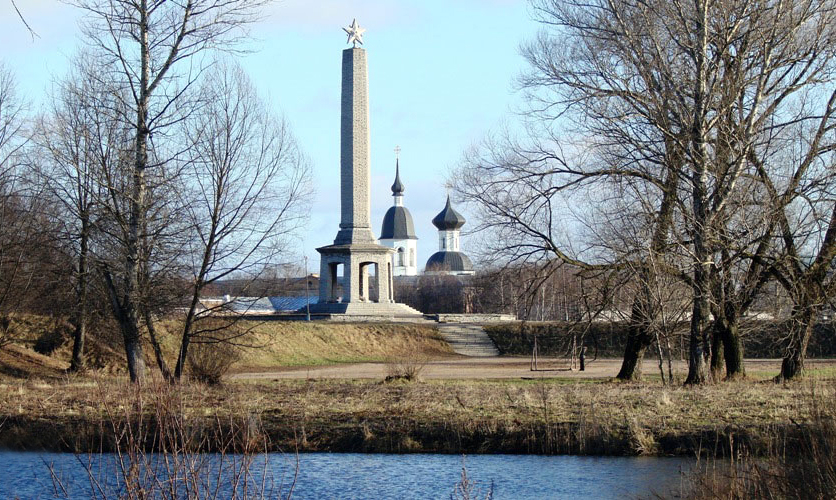
旧ヴェリーキエ・ルーキクレムリンの敷地内にある第二次世界大戦記念碑

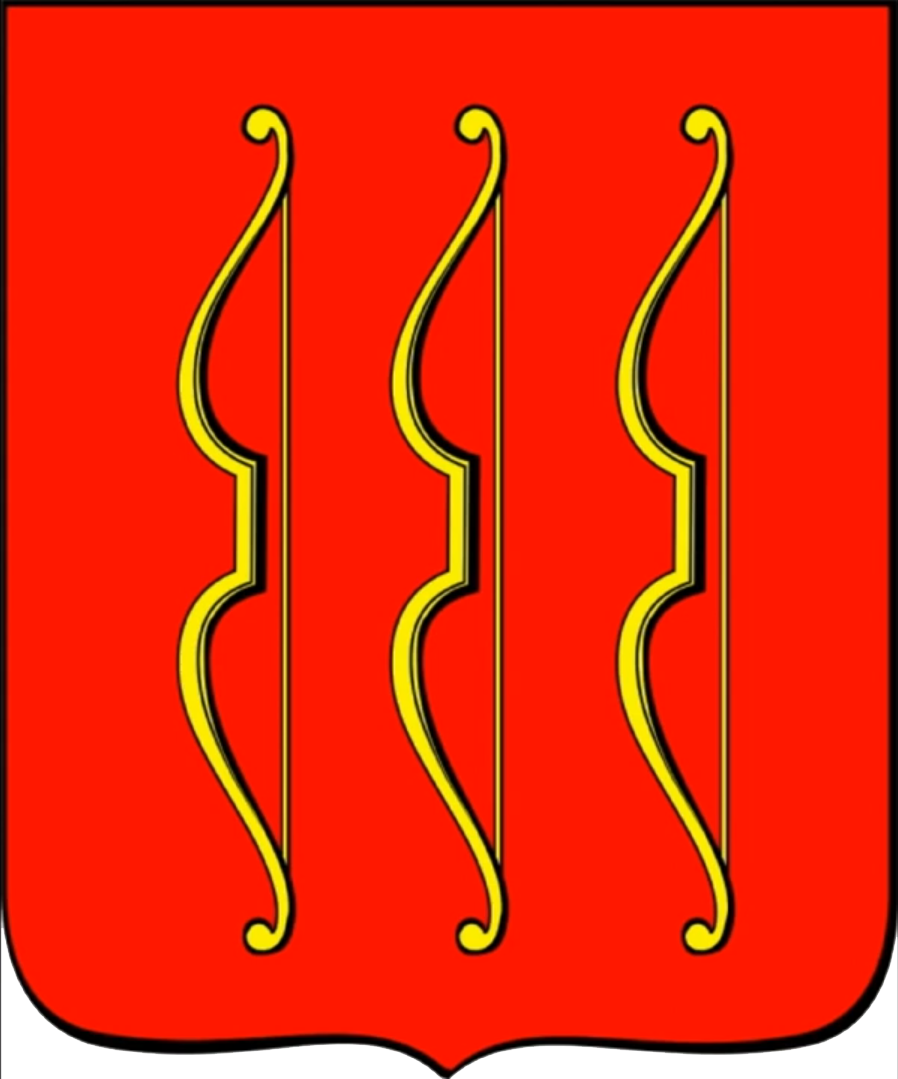
市の紋章

ヴェリーキエ・ルーキ（ヴェリキエ・ルキ、ロシア語:Великие Луки；ラテン文字表記の例:Velikiye Luki、Velikie Luki）は、ロシア連邦のプスコフ州南部の都市。人口は8万6711人（2021年）。州内では2番目に大きな都市であり、ロシア連邦道路M9が通るほか、ヴェリーキエ・ルーキ空港もある。南にはロシアとベラルーシの国境がある。
蛇行しながら流れるロヴァチ川の河畔にある。街の名は、「大きな蛇行」という意味。

## 歴史
ヴェリーキエ・ルーキの名は年代記の1166年の条に初出する。1211年にノヴゴロド公国がクレムリンを建設し、プスコフやノヴゴロドの南を守る戦略的に重要な都市となった。1478年、イヴァン3世の統治するモスクワ大公国に併合された。リューリク朝断絶後の大動乱の時代、この街は僭称者偽ドミトリー1世と偽ドミトリー2世の支配下に置かれ、1611年の戦いで完全破壊されたが1619年に再建された。
17世紀にはロシアはヴェリーキエ・ルーキを拠点に南のリトアニア大公国への侵入を繰り返しポラツク（ポロツク）やヴィチェプスク（ヴィテブスク）などを征服したが、ポーランド・リトアニア共和国の反撃によりヴェリーキエ・ルーキはリトアニア領となり、1772年のポーランド分割で再びロシア領となった。20世紀初頭にモスクワとリガを結ぶ鉄道が建設され、サンクトペテルブルクとオデッサを結ぶ鉄道も西郊を通ることから、鉄道路線の集中する街としても繁栄した。
第二次世界大戦では、1941年と1942年、ロヴァチ川や東西南北への鉄道が走るヴェリーキエ・ルーキ周辺はドイツ軍とソ連軍の激戦地となった。1942年末のヴェリーキエ・ルーキの戦いでは、街に立て篭もる7,000人ほどのドイツ軍部隊がソ連軍に包囲された。数ヶ月間にわたりスターリングラード攻防戦にも匹敵する激しい攻囲戦・市街戦が行われたが、ドイツ軍は包囲された部隊を救援する作戦に失敗し、1943年1月に降伏した。この戦闘で街並みは完全に破壊された。
ヴェリーキエ・ルーキはソ連邦元帥コンスタンチン・ロコソフスキーの出生地とされる。またソ連邦英雄となった兵士アレクサンドル・マトローソフはこの地に眠っている。この近くの村で生まれた音楽家モデスト・ムソルグスキーの記念館は町からほど近い湖のそばに建っている。